# Díocles (gramàtic)
Díocles (en grec antic: Διοκλῆς, llatí: Diŏclēs) fou un gramàtic de l'antiga Grècia.
Apareix esmentat en diversos escolis als poemes homèrics. Va viure probablement entre el segle ii aC i el segle i aC, atès que era més jove que Aristarc de Samotràcia i va viure abans que Dídim Calcènter. És possible que es tracti del mateix autor que Tirannió de Fenícia, qui va néixer com a Díocles i va canviar el nom a Tirannió. També podria ser que el somni de Díocles esmentat per Artemidor de Daldis faci referència a aquest mateix Díocles.